# Jaime Bergman
Jaime Bergman Boreanaz (Salt Lake City, 23 settembre 1975) è un'attrice e modella statunitense, che è stata Playmate della rivista Playboy nel gennaio 1999; oltre alle sue apparizione su Playboy tra il 1999 e 2001, tra i principali ruoli ottenuti in opere audiovisive televisive figurano la interpretazione nel ruolo da protagonista della serie televisiva Son of the Beach (2000-2002) sul canale FX.
Dal novembre 2001 è sposata con David Boreanaz.

## Filmografia parziale

### Cinema
- Dysenchanted (2004)

### Televisione
- Beverly Hills 90210 (1999)
- Son of the Beach (2000-2002)
- Bones (2017)